# Willem Frederik Rochussen

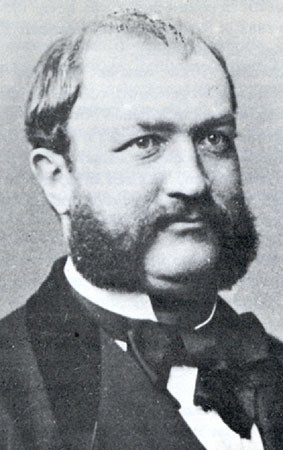
Willem Frederik Rochussen

Jonkheer Willem Frederik Rochussen (* 18. Dezember 1832 in Amsterdam; † 17. Juli 1912 in Den Haag) war ein niederländischer Diplomat und konservativ-liberaler Politiker, der unter anderem von 1871 bis 1881 Gesandter im Deutschen Kaiserreich war und gute Beziehungen zum Reichskanzler Otto von Bismarck unterhielt. 1876 erfolgte als Jonkheer durch König Wilhelm III. seine Erhebung in den Adelsstand. Er war zwischen 1881 und 1883 Außenminister im Kabinett Van Lynden van Sandenburg und zuletzt von 1886 bis 1907 Mitglied des Staatsrates (Raad van State).

## Leben
Willem Frederik Rochussen war eines von acht Kindern des Politikers Jan Jacob Rochussen (1797–1871), der unter anderem zwischen 1845 und 1851 Generalgouverneur von Niederländisch-Indien sowie von 1858 bis 1860 Ministerpräsident und Kolonialminister war. Seine Mutter verstarb 1841 kurz nach der Geburt des achten Kindes. Er trat in den diplomatischen Dienst ein und war unter anderem zwischen 1867 und 1870 Ministerresident in Schweden sowie von 1870 bis 1871 Gesandter in Belgien. Am 8. April 1871 wurde er erster Gesandter im Deutschen Kaiserreich und verblieb auf diesem Posten bis 1881. Als Constantijn Theodoor van Lynden van Sandenburg 1873 als Formateur mit Gesprächen zur Bildung einer Regierung betraut war, lehnte er die Berufung in ein Ministeramt wegen politischer Unterschiede ab. 1876 erfolgte als Jonkheer durch König Wilhelm III. seine Erhebung in den Adelsstand. Seine regelmäßigen Kontakte als Gesandter in Berlin mit Reichskanzler Otto von Bismarck und dem Staatssekretär des Auswärtigen Amtes, Bernhard Ernst von Bülow, führten bei ihm zu anhaltendem Misstrauen gegenüber den Absichten des Deutschen Reiches gegenüber den Niederlanden. Während des Staatsbesuchs des Königs von Belgien Leopold II. und dessen Ehefrau Marie Henriette in Berlin 1878 kam es zu Gerüchten, dass die Niederlande zwischen dem Deutschen Reich und dem Königreich Belgien aufgeteilt würden.
Nach seiner Abberufung als Gesandter im Deutschen Kaiserreich wurde Rochussen am 15. September 1881 als Nachfolger von Ministerpräsident van Lynden van Sandenburg Außenminister (Minister van Buitenlandse Zaken) im Kabinett Van Lynden van Sandenburg und bekleidete dieses Ministeramt bis zum 23. April 1883. Während seiner Amtszeit blieb der Posten des Gesandten im Deutschen Kaiserreich unbesetzt, ehe Frederick Philip van der Hoeven 1883 neuer Gesandter in Berlin wurde. Im Januar 1882 lehnte die Zweite Kammer der Generalstaaten zum zweiten Mal (mit 47 gegen 37 Stimmen) ein von ihm verteidigtes Gesetz zur Genehmigung eines Handelsvertrags mit Frankreich ab, was ein Grund für den Rücktrittsantrag des Kabinetts war.
Willem Frederik Rochussen, der mit einer Dänin verheiratet war, hatte zwischen April 1883 und dem 16. Mai 1886 kein Amt inne. Daraufhin wurde er durch Königliches Dekret (Koninklijk besluit) vom 30. April 1886 zum Mitglied des Staatsrates (Raad van State) ernannt und gehörte diesem vom 16. Mai 1886 bis zum 31. Mai 1907 an. Im Staatsrat war er Mitglied der Finanzabteilung sowie der Marineabteilung. Er war zwischen Juni 1890 und dem 8. August 1894 auch Vorsitzender der Staatskommission zur Untersuchung der Arbeitsbedingungen (Staatscommissie Arbeidsenquête) und auch der erste niederländische Diplomat und Politiker, der einen umfassenden, bemerkenswerten Bericht über den Sozialismus verfasste. Daneben übersetzte er 1892 Sozialdemokratische Zukunftsbilder von Eugen Richter ins Niederländische unter dem Titel Tafereelen uit de sociaal-democratische toekomst: vrij naar Eugen Richter’s „Sozialdemokratische zukunftsbilder“ met een naschrift. Zwischenzeitlich hatte er 1891 im Wahlkreis Den Haag ohne Erfolg für ein Mandat in der Zweiten Kammer der Generalstaaten (Tweede Kamer der Staten-Generaal), des Unterhauses der Generalstaaten (Staten-Generaal), kandidiert, allerdings nur neun Prozent der Stimmen erhalten. 1901 wurde ihm Rittergroßkreuz des Ordens von Oranien-Nassau verliehen.

## Veröffentlichungen
- Brief van Willem Frederik Rochussen aan Menso Joannes Pijnappel, 1878
- Studies Over Geld- en Muntwezen, 1888
- Tafereelen uit de sociaal-democratische toekomst. Vrij naar Eugen Richter’s „Sozialdemokratische zukunftsbilder“ met een naschrift, 1892 (Onlineversion)
- Na twintig jaren. Sociale quaestie en muntquaestie, 1893 (Onlineversion)
- De enquête omtrent het Britsch-Indische muntwezen, 1893 (Onlineversion)
- Reichsgold oder Weltgeld, 1894 (Onlineversion)
- Währung, Banken und Handel, 1896 (Onlineversion)
- Mr. N. G. Pierson’s Muntleer en „muntpolitiek“, 1897 (Onlineversion)
- Brieven van Willem Frederik Rochussen aan A.W. Sijthoff's Uitgeversmaatschappij Leiden gericht aan Carl Georg Frentzen, 1898
- Brieven van Willem Frederik Rochussen aan De Erven F. Bohn Haarlem, 1906